# Douglas Joseph Warren
Douglas Joseph Warren (Canowindra, 21 marzo 1919 – Parkes, 6 febbraio 2013) è stato un vescovo cattolico australiano.

## Biografia
Douglas Joseph Warren nacque il 21 marzo 1919 a Canowindra, una città nella contea di Cabonne.
Inviato a Roma per studiare, fu ordinato presbitero il 20 dicembre 1942 dal cardinale Pietro Fumasoni Biondi, incardinandosi nella diocesi di Wilcannia-Forbes.
Tornato in Australia, svolse il suo servizio pastorale a Broken Hill.
Il 16 giugno 1964 papa Paolo VI lo nominò vescovo ausiliare di Wilcannia-Forbes, assegnandogli la sede titolare di Acque Nuove di Numidia. Ricevette l'ordinazione episcopale il 27 luglio seguente nella cattedrale del Sacro Cuore per imposizione delle mani del cardinale Norman Gilroy.
Il 26 settembre 1967 lo stesso papa Paolo VI lo nominò vescovo di Wilcannia-Forbes.
Durante gli anni del suo ministero ebbe particolare cura per l'istruzione nell'ambito del nuovo accordo di finanziamento e dei programmi di assistenza, riorganizzando la struttura amministrativa diocesana centrale e integrando insegnanti laici cattolici formati presso i college cattolici per sopperire al calo degli insegnanti appartenenti agli ordini religiosi.
Resse la diocesi per quasi 26 anni e mezzo, ritirandosi per raggiunti limiti d'età il 30 marzo 1994.
Morì a Parkes il 6 febbraio 2013 all'età di 93 anni.

## Genealogia episcopale
La genealogia episcopale è:
- Cardinale Scipione Rebiba
- Cardinale Giulio Antonio Santori
- Cardinale Girolamo Bernerio, O.P.
- Arcivescovo Galeazzo Sanvitale
- Cardinale Ludovico Ludovisi
- Cardinale Luigi Caetani
- Cardinale Ulderico Carpegna
- Cardinale Paluzzo Paluzzi Altieri degli Albertoni
- Papa Benedetto XIII
- Papa Benedetto XIV
- Papa Clemente XIII
- Cardinale Marcantonio Colonna
- Cardinale Giacinto Sigismondo Gerdil, B.
- Cardinale Giulio Maria della Somaglia
- Cardinale Carlo Odescalchi, S.I.
- Cardinale Costantino Patrizi Naro
- Cardinale Serafino Vannutelli
- Cardinale Domenico Serafini, O.S.B.
- Cardinale Pietro Fumasoni Biondi
- Arcivescovo Filippo Bernardini
- Cardinale Norman Gilroy
- Vescovo Douglas Joseph Warren